# Collet Dobson Collet

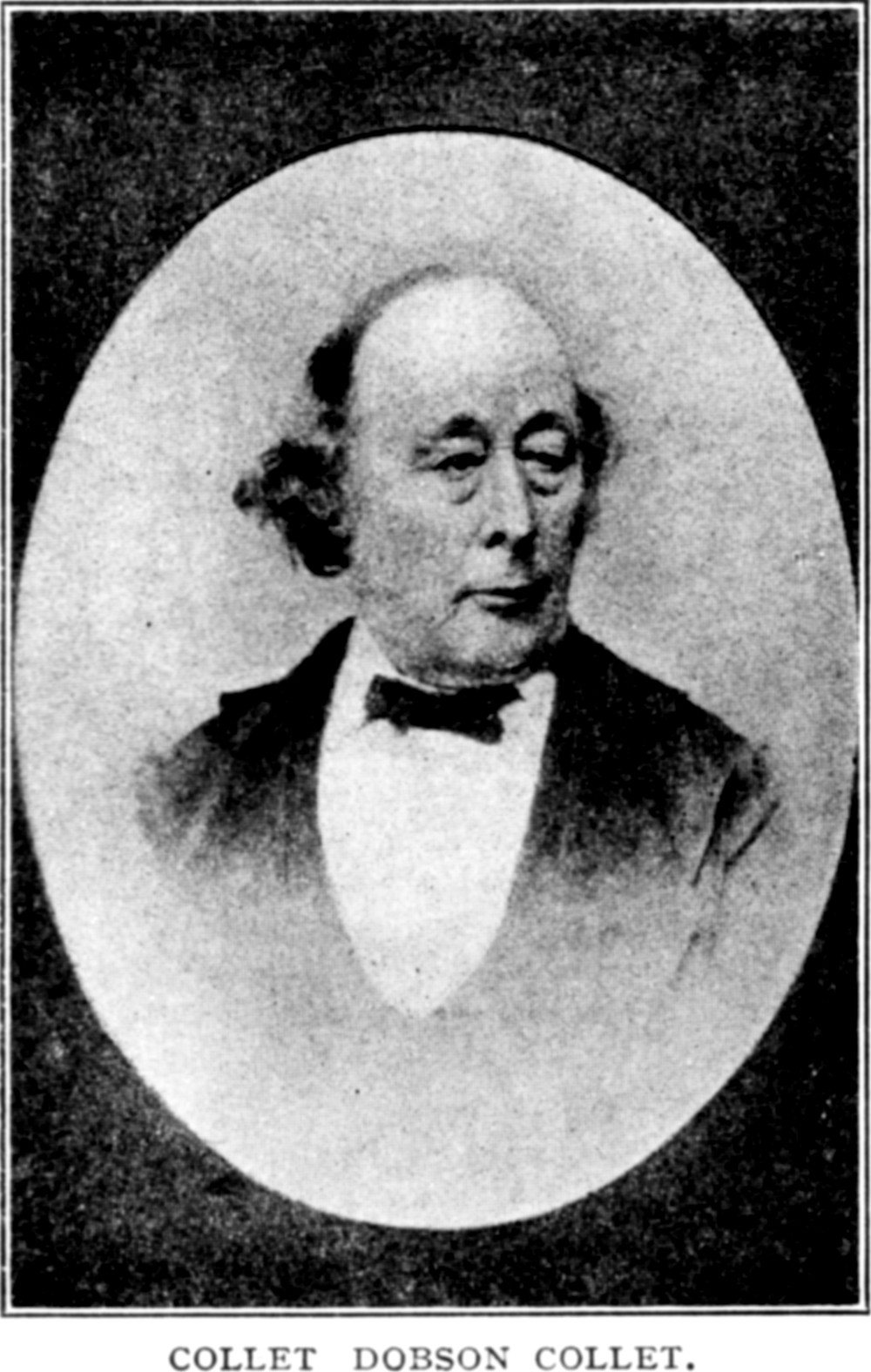
Collet Dobson Collet (Fotografie vor 1899). Frontispiz aus A History of the Taxes on Knowledge

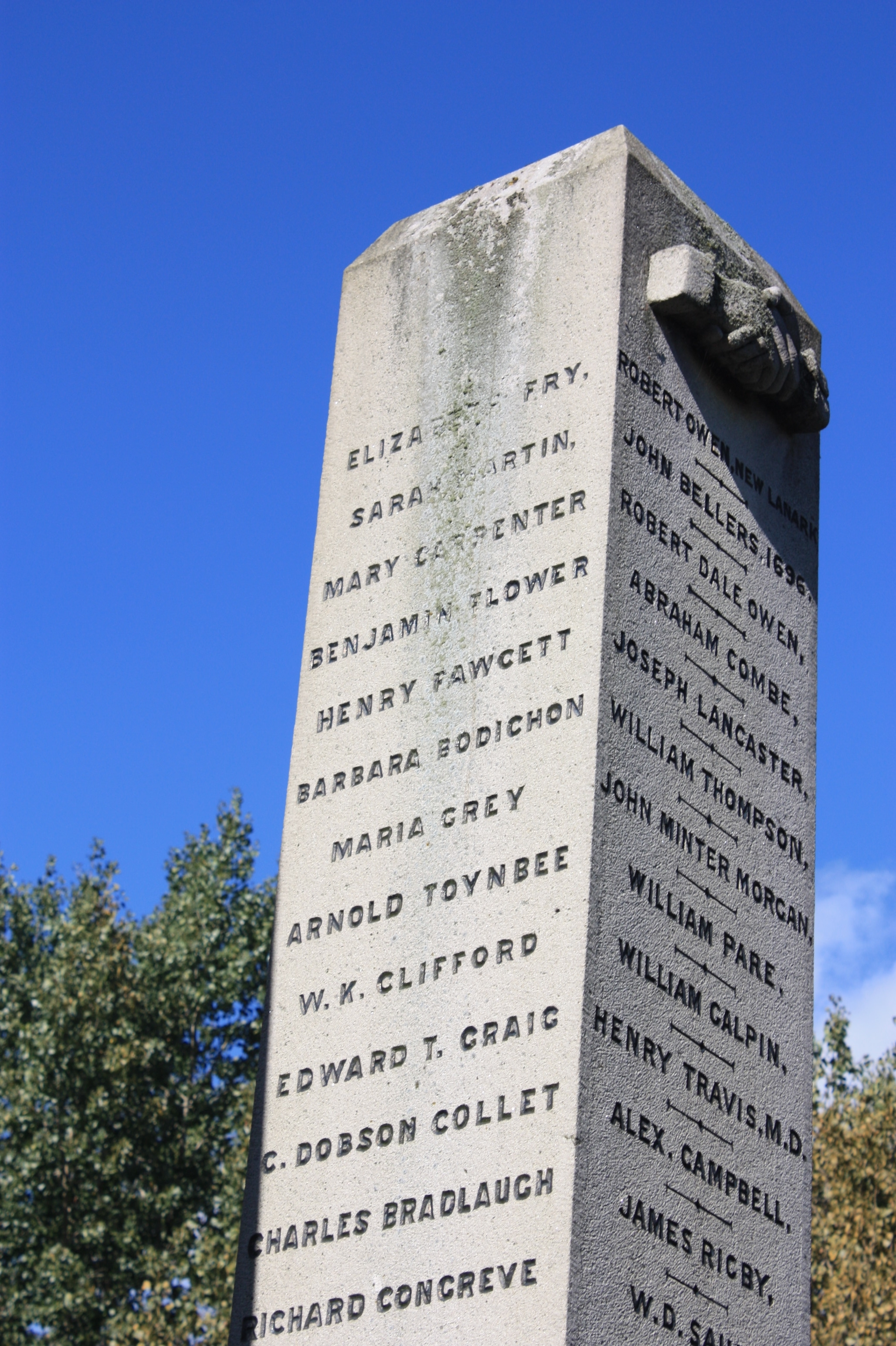
Collets Name auf dem Reformer Monument, Kensal Green Cemetery

Collet Dobson Collet (geboren am 1. Januar 1813 in London; gestorben am 28. Dezember 1898 in Islington) war ein englischer Freidenker und Journalist.

## Leben

### Familie
Collet Dobson Collet war der Sohn des Kaufmannes John Dobson (1778–1827) und seiner Frau Elizabeth, geb. Barker (1787–1875). Er hatte vier Geschwister: Mary Ellen Dobson (1811–1898), Charles Howard Dobson (1815–1888), den Ingenieur Edward Dobson (1816–1908), die Schriftstellerin Sophia Dobson Collet  (1822–1894), Alfred Dobson (1824–1887) und John Howard Dobson (1828–1844).
Collet war mit der Witwe Jane Marshall, geb. Sloan (1820–1908) seit dem 3. September 1854 verheiratet. Sie hatten sechs Kinder: Thomas Marshall Collet (1847–1887) (genannt „Tom“), Caroline Mary Collet (1855–1944), Wilfred Robert Collet, Harold Barker Collet (1858–1945), Clara Elizabeth Collet und Edith Sophia Collet (1862–1946).

### Lebenslauf
Collet Dobson Collet besuchte die „Bruce Castle School“ im Norden Londons. Danach studierte er Rechtswissenschaften an dem University College London mit Auszeichnung 1833. Er beendete sein Studium und machte musikalische Studien an der Royal Academy of Music. Er wurde Chormitglied an der Drury Lane unter Leitung von William Macready und danach am Royal Opera House in Covent Garden. In 1841 wurde er zum Chorleiter am South Place Chapel, Finsbury Square, wo er mit seiner Schwester zusammenarbeitete. Außerdem betätigte er sich als Schauspieler.
1838 heiratete er M. McKenzie, die 1840 verstarb. Collet beteiligte sich an der Wahlrechtsbewegung der Chartisten. Er wurde Sekretär der „People’s Charter Union“ und des „Newspaper Stamp Abolition Committees“, das zum Ziel hatte, die Zeitungssteuer von 1849 zu beseitigen. Collet schrieb als Journalist für viele Zeitungen und Zeitschriften, darunter für die Musical World und Vanity Fair.
Collet war Herausgeber der The Free Press (London, 1856–1866), einem Organ das die Ziele David Urquharts verfolgte und gleichzeitig die der „Association for the Repeal of the Taxes on Knowledge“, deren Sekretär er von 1851 bis 1870 war. 1866 wurde der Name der Londoner Free Press in The Diplomatic Review (1866–1877) geändert. Collet war über die ganze Periode führend bei dieser Zeitung tätig.
Seit 1856 gab es einen Briefwechsel zwischen Karl Marx und Collet wegen der Bezahlung der marxschen Artikelserie Relevations of the Diplomatic History of the 18th Century, die 1856/1857 in der Sheffield Free Press (1851–1857), die von Isaac Ironside herausgegeben wurde, bzw. in der Londoner Wochenzeitung The Free Press (1856–1877) erschienen waren. Ab 1860 befreundeten sich die beiden Familien. Im Februar 1860 veröffentlichte die Free Press, nach Rücksprache mit Collet und Urquhart, das Flugblatt von Marx Prosecution of the Augsburg Gazette, das Marx zur Vorbereitung des Prozesses gegen die National-Zeitung in der Affäre um Carl Vogt diente. Ende der 1870er Jahre veranstaltete Eleanor Marx im Hause ihrer Eltern Shakespeare-Lesungen. Sie nannten das den „Dogberry Club“, eine Figur aus Much Ado About Nothing. Teilnehmer waren Collets Tochter Clara, Marian Comyn, Eleanors Cousin Henry Hubert Juta (1857–1930), die Familie Marx und andere. Ab September 1872 erhielt er von Marx die einzelnen Heftlieferungen der französischen Ausgabe von Das Kapital übersandt und bedankte sich hier für jedes Heft.
Im Londoner Auktionshaus Christie’s wurden am 4. Juni 2008 acht Briefe von Marx an Collet Dobson Collet für insgesamt ₤ 106475 versteigert.

## Werke
- On the state of the Royal Academie of Music. In: The Musical World. London 1837. VI., S. 18–21, 69–71, 129–132.
- Vocal Rudiments. Aus: The Musical Times and Singing Class Circular. 1. Juni 1847. Digitalisat Jstor
- Vocal Rudiments. Part II (Continued). Aus: The Musical Times and Singing Class Circular. 1. Februar 1849. Digitalisat Jstor
- Calm is the glassy ocean = (Placido è il mar). The words adapted by C. Dobson Collet from Mozart’s „Idomeneo“. Aus: The Musical Times and Singing Class Circular. 1. September 1854. Digitalisat Internet Archive
  - Calm is the glassy ocean = (Placido è il mar). The words adapted by C. Dobson Collet from Mozart’s „Idomeneo“. Novello, London 1891. Digitalisat Internet Archive
- The invasion of France not a war of self-defence. The case against Prussia. Analyses of the „correspondence preliminary to the war“. London 1870. (Reprinted from the „Anglo American Times“).
- Reasons for the repeal of the railway passenger duty. Paper read in the rooms of the Society of Arts, 26th February, 1877. In: Some words on railway legislation. Waterlow and Sons, London 1877.
- Life and career of Mr. Richard Moore. With a short sketch of his struggles for political, social and religious freedom. Charles Watt, London 1878.
- A History of the Taxes on Knowledge their origin and repeal. With an introduction by George Jacob Holyoake. T. Fisher Unwin, London 1899. 2 Bände. Digitalisat Internet Archive Band 1; Digitalisat Internet Archive Band 2

## Briefwechsel Collet mit Familie Marx
- Collet an Marx 8. August 1856[15]
- Marx an Collet 11. August 1856[16]
- Collet an Marx 25. August 1856[17]
- Marx an Collet 23. Oktober 1856[18]
- Collet an Marx 29. Oktober 1856[19]
- Collet an Marx 30. Januar 1857[20]
- Marx an Collet 25. März 1857[21]
- Marx an Collet zwischen dem 5. und 10. Juni 1857[22]
- Collet an Marx 10. Juni 1857[23]
- Collet an Marx 12. Oktober 1857[24] nach dem 5. und 10. Juni 1857[25]
- Collet an Marx 9. Juli 1857[26]
- Collet an Marx 12. Oktober 1857[27]
- Collet an Marx 30. Dezember 1857[28]
- Collet an Marx 2. November 1858[29]
- Collet an Marx 18. September 1859[30]
- Collet an Marx 12. Dezember 1859[31]
- Marx an Collet 4. Februar 1860[32][33][34]
- Collet an Marx 9. Februar 1860[35]
- Collet an Marx 12. Februar 1860[36]
- Collet an Marx 28. Februar 1860[37]
- Marx an Collet 7. März 1860[38]
- Collet an Marx 9. März 1860[39]
- Marx an Collet 1. Juni 1860[40]
- Collet an Marx 3. Juni 1860[41]
- Collet an Marx 24. Januar 1863[42]
- Marx an Collet 25. Januar 1863[43]
- Jenny Marx an Collet [20. Juni 1863][43]
- Collet an Marx 14. April 1864[44]
- Collet an Marx 23. April 1864[45]
- Collet an Marx 27. April 1864[46]
- Collet an Marx 27. April 1864[47]
- Collet an Marx 16. Juli 1864[48]
- Collet an Marx 24. August 1864[49]
- Collet an Marx 15. September 1864[50]
- Jenny Marx an Jane Collet 15. September 1864[43]
- Collet an Marx 4. Januar 1865[51]
- Collet an Marx 1. Mai 1865[52]
- Collet an Marx 1. Juni 1865[53]
- Marx an Collet 26. September 1866[54]
- Colett an Jenny Marx 22. September 1867[55]
- Wilfred Robert Collet an Jenny Marx 22. September 1867[56]
- Collet an Marx 19./20. November 1868[57]
- Marx an Collet 2. November 1868[43]
- Marx an Collet 13. November 1868[43]
- Marx an Collet 19. November 1868[43]
- Collet an Marx 23. November 1868[58]
- Collet an Marx 30. Dezember 1868[59]
- Marx an Collet 28. Mai 1869[60]
- Marx an Collet 19. Februar 1870[61]
- Marx an Collet 6. September 1871[62]
- Marx an Collet 5. Oktober 1872[63]
- Collet an Marx 5. Oktober 1872[64]
- Marx an Collet 10. November 1876[65]
- Marx an Collet 9. Dezember 1876[66]
- Marx an Collet 25. Juni 1878[67]
- Collet an Marx 1. Oktober 1879[68]
- Marx an Collet 10. Februar [1882][69]
- Eleanor Marx an Collet 8. Oktober 1896[43]
- Eleanor Marx an Collet 11. Oktober 1896[43]
- Eleanor Marx an Collet 25. Oktober 1896[43]
- Eleanor Marx an Collet 15. Dezember 1896[43]